# Leptotrichus subterraneus
Leptotrichus subterraneus là một loài chân đều trong họ Porcellionidae. Loài này được Verhoeff miêu tả khoa học năm 1933.